# فانتزی اسکاتلندی

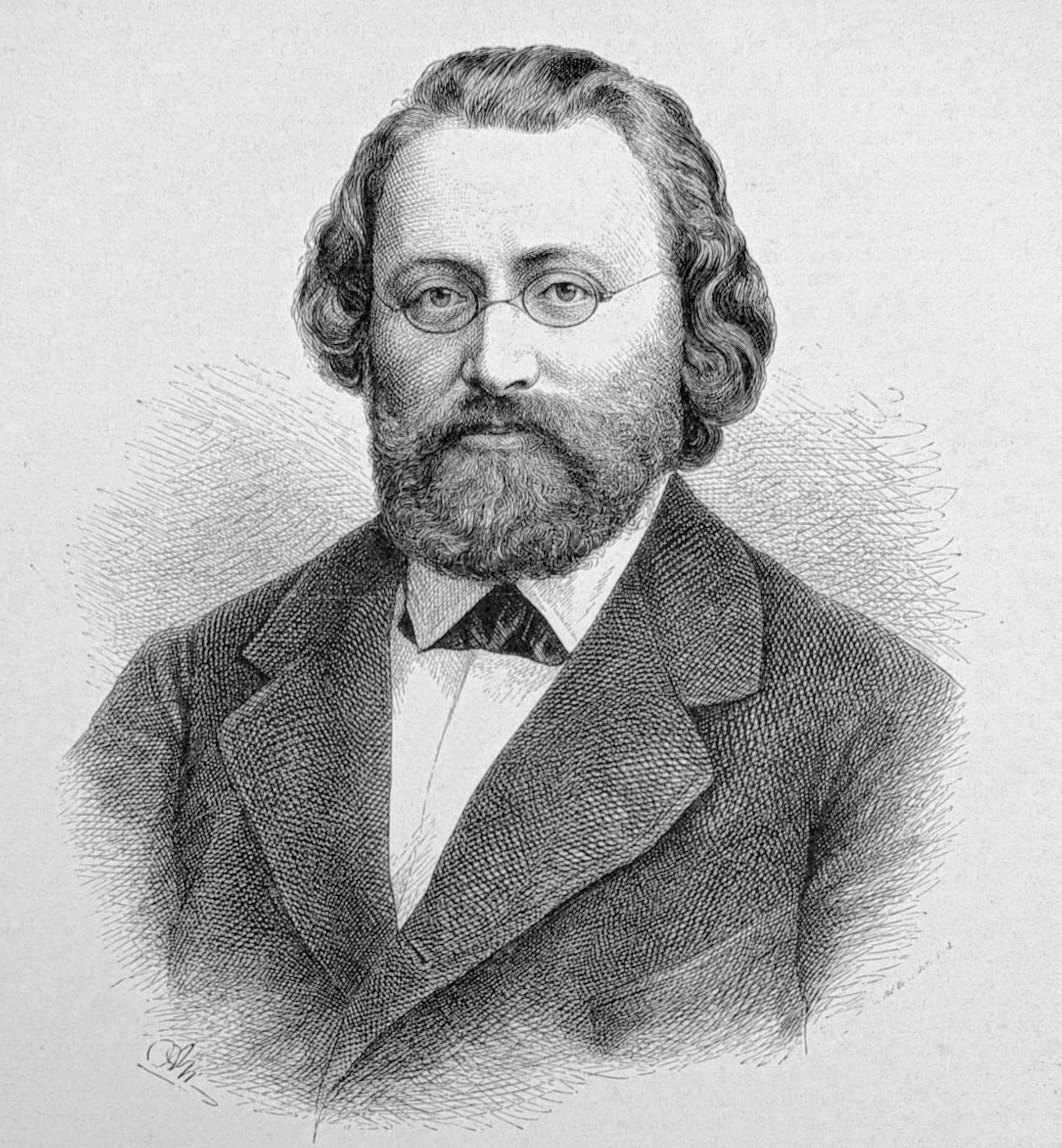
نقاشی ماکس بروخ، ۱۸۸۱ میلادی

فانتزی اسکاتلندی در می بمل ماژور، اُپوس ۴۶، ساختهٔ ماکس بروخ برای ویولن و ارکستر است. این اثرِ موسیقایی در ۱۸۸۰ میلادی تکمیل شد. بروخ آن را به نوازندهٔ ویولن پابلو دو ساراساته تقدیم کرد.
این کار یک فانتزی با موومان و برپایهٔ ملودی‌های مردمی اسکاتلندی است.
تنها یک سال پس از نخستین اجرای این کار بود که بروخ برای نخستین بار به اسکاتلند سفر کرد، با این حال، او در سال ۱۸۶۸ میلادی از طریق کتابخانهٔ مونیخ به مجموعه‌ای از آثار موسیقی اسکاتلندی دسترسی داشته است. بروخ با تصنیف این کار جایگاه ویژه‌ای به همنوازی چنگ در کنار ویولن داده و به موسیقی اسکاتلندی ادای احترام کرده است.
فانتری اسکاتلندی یکی از کارهای شناخته‌شدهٔ بروخ است که امروزه همراه با کنسرتو ویولن شماره ۱ و کول نیدرای برای ویولنسل و ارکستر، به‌طور گسترده اجرا می‌شود.

## تصنیف
بروخ این کار را در زمستان ۱۸۷۹–۱۸۸۰ در برلین تصنیف کرد. با وجود آنکه این کار به ساراساته تقدیم شده است، یوزف یواخیم برای تمرین و مشورت در بخش سولوی کار دعوت شد. سپس کار با نام فانتزی: برای ویولن با ارکستر و چنگ زیر استفاده آزاد از ملودی‌های مردمی اسکاتلندی، اپوس ۴۶ برای چاپ به ناشر آلمانی، ان. زیمروک سپرده شد.

## اجرای نخست
نخستین اجرا در ۲۲ فوریه ۱۸۸۱ در لیورپول انجام شد. بروخ که در آن زمان مدیر انجمن فیلارمونیک لیورپول بود رهبری اجرا را بر عهده گرفت و یواخیم هم تکنواز ویولن بود. بروخ از اجرای یواخیم راضی نبود و به گفتهٔ بروخ، یواخیم کار را «نابود» کرده بود. بروخ در ۱۵ مارس ۱۸۸۳ کار را با تکنوازی ساراساته در یک کنسرت انجمن فیلارمونیک در سالن سینت جیمز رهبری کرد. عنوان کار در آن اجرا، کنسرتو برای ویولن (اسکاتلندی) بود. در کنسرتی که بروخ با تکنوازی ساراساته در وروتسواف رهبری کرد، نام کار کنسرتو ویولن سوم (با استفادهٔ آزاد از ملودی‌های اسکاتلندی، اپوس ۴۶) ذکر شده بود.

## ضبط‌های برجسته
تاکنون نوازندگان ویولن سرشناس بسیاری این کار را ضبط کرده‌اند. برخی از آن‌ها عبارتند از: یاشا هایفتز (۱۹۴۷ و ۱۹۶۱)، داوید اویستراخ (۱۹۶۲)، آرتور گرومیو (۱۹۷۳)، سالواتوره آکاردو (۱۹۷۷)، روجرو ریچی (اجرای زنده، دههٔ ۱۹۸۰ میلادی)، ایتزاک پرلمان (۱۹۸۶)، ونسا-می (۱۹۹۶).

## موومان‌ها
1. مقدمه؛ قبر، آداجو کانتابیله
2. اسکرتسو؛ آلگرو
3. آندانته سستنوتو
4. فیناله؛ آلگرو گریرو

## سازبندی
این کار برای ویولن تک، ۲ فلوت، ۲ ابوا، ۲ کلارینت، ۲ فاگوت، ۴ کر، ۲ ترومپت، ۳ ترومبون، توبا، تیمپانی، درام باس، سنج (اجرا با مثلث)، چنگ و سازهای زهی تصنیف شده است.